# Cantó de Villeneuve-la-Garenne
El cantó de Villeneuve-la-Garenne és un antic cantó francès del departament dels Alts del Sena, que estava situat al districte de Nanterre. Comptava amb el municipi de Villeneuve-la-Garenne.
Al 2015 va desaparèixer i el seu territori es va unir al nou cantó de Gennevilliers.

## Municipis
- Villeneuve-la-Garenne

## Història
| Data d'elecció                           | Identitat               | Partit                     | Qualitat |
| ---------------------------------------- | ----------------------- | -------------------------- | -------- |
| 1973-1999                                | Roger Prévot            | Divers droite, després UDF |          |
| 1999-                                    | Alain-Bernard Boulanger | Divers droite, després UMP |          |
| les dades anteriors no són pas conegudes |                         |                            |          |
|                                          |                         |                            |          |

## Demografia
| A partir de 1990: Població sense dobles comptes |